# Salguero (subte de Buenos Aires)
La estación Salguero será una futura red de subterráneos de la Ciudad de Buenos Aires. La estación se encontrará entre las estaciones Sánchez de Bustamante y Plaza Italia de la línea F de subterráneos. Estará ubicada sobre una de las principales avenidas de la ciudad, Las Heras, en la intersección con la calle Jeronimo Salguero, en el barrio porteño de Palermo.